# Чайка (Пермский край)
Чайка (Чайкино, тат. Qaramış, Карамыш) — село в Уинском районе Пермского края, расположено на р. Ирень, левом притоке реки Сылва, впадающей в реку Чусовая, центр Чайкинского сельского поселения.
Сельскохозяйственное предприятие — ООО «Чайка», отделение почтовой связи. Фельдшерско-акушерский пункт, средняя школа (в ней работает музей истории школы, создан в 1993 году), детсад, Дом культуры, библиотека. Археологический памятник — селище Чайка (VII—X вв., неволинская культура).

## Население
- 813 чел. (2002)
- 957 чел. (1926)
- 449 чел. (1869)
- 36 муж. (1747)

## История
Населенный пункт известен с 1636 года как татарская деревня Карамыш. Другие названия — Старое Курамышево (1679 год) и Чайкина (1704 год).
Название села — антропоним по имени ясачного татарина Чейки Кучюкова, его сыновья Толбай и Темамбек Чайкины упоминаются как жители села в 1704 году.
Из переписи 1679 года известно, что в деревне Старое Курамышево проживал Русайко Кучюков, а с 1678 года его брат Чейка Кучюков с двумя сыновьями. Ещё один их брат — Кураско Кучюков — проживал в деревне Медянка вместе с оброчными удмуртами. Помимо деревни Старого Курамышево имелась и деревня Телес, она же — Курамышево (ныне Мерекаи Ординского района).
В 1929 году здесь возник колхоз «Красная Чайка», просуществовавший до 26 января 1959 года. В феврале 1983 году создана сельхозартель «Чайка».
Село — родина Лутфуллы Сибагатуллина (1912—1978), Героя Советского Союза (1943 г.).

## Религия
Имеется мечеть.